# 130072 Ilincaignat
130072 Ilincaignat è un asteroide della fascia principale. Scoperto nel 1999, presenta un'orbita caratterizzata da un semiasse maggiore pari a 2,8815041 UA e da un'eccentricità di 0,1743681, inclinata di 9,98551° rispetto all'eclittica.